# Oebalia sachtlebeni
Oebalia sachtlebeni är en tvåvingeart som beskrevs av Boris Borisovitsch Rohdendorf 1963. Oebalia sachtlebeni ingår i släktet Oebalia och familjen köttflugor. Arten är reproducerande i Sverige. Inga underarter finns listade i Catalogue of Life.